# Наумчук Марія Іванівна
Марія Іванівна Наумчу́к (нар. 7 квітня 1900, Лебединці — пом. 1991, Комунарівка) — українська радянська майстриня народного розпису.

## Біографія
Народилася 25 березня [7 квітня] 1900 року в селі Лебединцях Бердичівського повіту Київської губернії Російської імперії (нині Бердичівський район Житомирської області, Україна). В кінці 1930-х навчалась у Київській школі майстрів народної творчості. Була на творчій роботі. 1970 року переїхала до села Комунарівки, де і померла у 1991 році.

## Творчість
Малювала з юнацьких років — паперові орнаментальні рушники, декоративні панно. Основні роботи у жанрі народних мальовок у техніках гуаші, олії. Більшість композицій являють собою квіти, птахи, тварини (півень, носоріг, косуля, жаба тощо). Серед робіт:
- «Квіти» (1960);
- «Декоративний мотив з пташкою» (1960);
- «Павич» (1965);
- «Квітка-метелик» (1966);
- «Українська калина» (1970);
- «З добрим ранком» (1972);
- «Флокси» (1973);
- «Дружна сім’я» (1973);
- «Червона рута» (1974);
- «Жар-птиця» (1976);
- «Тюльпани» (1977).

На початку 1950-х років Міністерство зв'язку УРСР випустило кілька поштових листівок із зображенням квітів за мотивами малюнків художниці. 
З 1955 року брала участь у колективних виставках. Персональні відбулися у Старобешеві (1970), Донецьку (1978). 
Деякі твори зберігаються у Донецькому художньому музеї, Музеї українського народного декоративного мистецтва.